# Song of the Fishermen
Song of the Fishermen (xinès: 渔光曲) Pel·lícula muda, amb intertítols en xinès i anglès i una banda sonora incorporada en la postproducció. Escrita i dirigida per Cai Chusheng l'any 1934, protagonitzada entre altres per Wang Renmei, Han Langgen i Yuan Congmei i amb la participació d'actors no professionals. Produïda pels estudis Lianhua és una de les pel·lícules xineses representatives dels anys trenta. La pel·lícula va ser enormement popular en aquell moment i va ser projectada durant 84 dies seguits al Jincheng Theatre de Shanghai. Va participar en el Festival Internacional de Cinema de Moscou on va  guanyar un premi honorific i Cai Chuseng va ser el primer director xinès en obtenirun premi internacional.

## Estil i realització
Song of the Fishermen es un film d'esquerres, però amb un equilibri entre els elements d'una "rectitud ideologica" i elements propis del cinema de Hollywood amb un repartiment de tipus "star system" i la incorporació de la música com a reclam publicitari.
La pel·lícula es va rodar en espais naturals. Els equips tècnics i artístics van viatjar des dels estudis Lianhua de Shanghai fins al poble de Shipu, al comtat de Xiangshan, a l'est de la província de Zhejiang. Shipu era un poble de pescadors en decadència, lluny de qualsevol comoditat cosmopolita. El grup es va instal·lar en dues fondes que no tenien electricitat i estaven plenes d'insectes. Els actors i el tècnics es van vincular amb els pescadors locals i van mantenir llargues converses amb ells. Originalment, el pla era filmar-hi durant una setmana, però el rodatge va acabar durant més d'un mes, amb moltes dificultats derivades de les inclemencies del temps.

## Música
"Song of the Fisherman" és el tema principal de la pel·lícula "Song of the Fisherman". Va ser compost per la lletrista An E i el compositor Ren Guang.  Va ser gravada amb un sistema "Dubbed Using. Denton Co. China - made Three Friendships Style Audio Recorder".Per tal d'escriure bé aquesta cançó, el compositor Ren Guang va anar especialment a Wusongkou, l'estuari del riu Yangtze, per observar la feina dels pescadors.
La cançó canta el treball dur i la vida dels pobres pescadors que porten molts anys treballant, i reflecteix amb realisme l'estat d'ànim trist i difícil dels pescadors. En el conjunt del film també s'ha incorporat fragments de música occidental, com l'Ave Maria de Shubert (minut 13 en la versió de  Chinese Film Classics a Youtube).

## Argument
El pescador Xu Fu té un parell de fills bessons, una  nena Xiaomao  i un nen Xiaohou. Xu Fu va morir en una tempesta mentre pescava al mar. Per pagar els deutes, l'esposa de Xu, sense més remei, va haver de deixar els seus fills i convertir-se en minyona de la família He Renzhai, propietaris d'una flota marítima de propietat privada. Poc després va perdre la vista a causa d'una malaltia, va ser acomiadada de la seva feina per haver trencat accidentalment una antiguitat de la família He. Els seus dos fills es van fer amics íntims de He Ziying, el jove mestre de la família He.
Deu anys més tard, Xiaomao i Xiaohou encara estan treballant en els vaixells de pesca de la família, mentre que Ziying es prepara per estudiar a l'estranger per especialitzar-se en la indústria pesquera. Abans de la seva marxa, els tres amics es reuneixen i He Ziying promet reformar la indústria pesquera xinesa quan torni dels seus estudis. Després de la marxa de Ziying, He Renzhai, en col·laboració amb estrangers, va crear una nova empresa de pesca. Això va fer la vida cada cop més difícil per a la família Xu. Incapaços de mantenir-se pescant, es van traslladar a Shanghai per viure amb el seu oncle. A Xangai, Xiaomao i Xiaohou es guanyen la vida cantant cançons al carrer sota la direcció del seu oncle. Un dia, després de ser descoberts en possessió d'una suma tan inusualment gran, son acusats falsament de robatori i empresonats. Quan són alliberats, s'assabenten que la seva mare, commocionada i desesperada després de la seva detenció, va provocar accidentalment un incendi que va matar ella i el seu oncle, i els germans es van quedar sense casa.
Els germans tornen a la seva ciutat natal per reprendre la pesca. Mentrestant, a causa de la malversació de fons del gerent i la fugida, l'empresa pesquera de la família He va fer fallida. He Renzhai es va suïcidar. He Ziying va abandonar les seves ambicions i es va dedicar a la pesca per guanyar-se la vida amb els seus dos germans. Tràgicament, Xiaohou va resultar greument ferit al vaixell i a punt de morir. En el seu llit de mort, Xiaohou demana a Xiaomao que li canti "Song of the Fishermen".

## Repartiment
En el repartiment cal destacar de forma especial la presència de la cantant i actriu Wan Renmei, que tenia 19 anys, en el paper de la germana Xiaomao, cantant el terna principal del film. Quan durant el rodatge Wang  va interpretar la cançó pels habitants de Shipu, aquests es van emocionar profundament, fet que posteriorment va recordar en les seves memòries.
| Paper                | Actor/Actriu | Notes |
| Esposa de Xu         | Tang Tianxiu | La mare de Xiaomao i Xiaohou, que treballava com a minyona per a la família He, va ser acomiadada per haver trencat una antiguitat, després va quedar cega per malaltia i finalment va morir en un incendi |
| Xu Fu                | Wang Guilin  | El pare de Xiaomao i Xiaohou, que és pescador i es va aventurar al mar però tràgicament va morir en una tempesta |
| Mare de Fu           | Fu Yiqui     | La mare de Xu Fu, va morir de malaltia durant la infància de Xiaomao i Xiaohou. |
| He Renzhai           | Shang Guanwu | Mestre de la família He, pare d'He Ziying, que es va suïcidar quan la seva empresa pesquera va fer fallida a causa de la mala gestió de Liang Yuezhou i Sang Yun. |
| Esposa de He Renzhai | Wang Moqiu   | Mare de He Ziying |
| Xiaomao Xu (Jove)    | Yan Xiaoyuan | Germana bessona de Xiaohou, que té talent per cantar (especialment per cantar "La cançó dels pescadors"). |
| Xiaohou Xu (Jove)    | Shi Reijie   | Germà bessó de Xiaomao |
| He Zhiying (Jove)    | Qian Huang   | El fill d'He He Renzhai que va créixer amb Xiaomao i Xiaohou amb profund afecte i li va encantar escoltar a Kitty cantant "La cançó dels pescadors".". |
| Xiaomao Xu           | Wang Renmei  | La nena intel·ligent i intel·ligent dels fills bessons de Xu Fu va heretar el negoci familiar de pesca amb el seu germà bessó, Xiaohou. Després d'una sèrie de desgràcies, es va traslladar a Shanghai per viure amb el seu oncle, però va ser acusada falsament de robatori i empresonada. Al final de la història, es va quedar al costat del seu germà moribund i li va cantar "la Cançó dels Pescadors" per darrera vegada. |
| Xiaohou Xu           | Han Langen   | El nen fràgil i malaltís dels bessons de Xu Fu, i el germà de Xu Xiaomao, que, al final de la història, va morir als braços de la seva germana mentre l'escoltava cantar "La cançó dels pescadors". |
| He Ziying            | Luo Peng     | Fill d'He Renzhai, que va marxar a l'estranger per estudiar la indústria pesquera. Al seu retorn a la Xina, havia fixat el seu somni en reformar la indústria pesquera xinesa. Tanmateix, va fer que Xiaomao i Xiaohou fossin empresonats falsament. Al final de la història, l'empresa pesquera del seu pare va fer fallida, així que va anar a pescar a Shanghai amb Xiaomao i Xiaohou.                                       |
| Liang Yuezhou        | Yuan Congmei | Un comerciant japonès sense escrúpols que més tard va enfrontar-se amb Sang Yun, la qual cosa va provocar la caiguda de la companyia pesquera d'He Renzhai, i va fugir amb Sang Yun després de provocar la fallida de la companyia. |
| Xue Qiyun            | Tan Ying     | Una cortesana, la concubina d'He Renzai que es va casar a Shanghai i més tard va discutir amb Liang Yuezhou, provocant la fallida de l'empresa pesquera d'He Renzai i es va escapar amb Liang Yuezhou. |
| Oncle                | Pei Yiwei    | L'oncle de Xiaomao i Xiaohou, que els ajuda a guanyar-se la vida cantant al carrer després de traslladar-se a Shanghaii després va morir en un incendi. |